# Łomnicki Kopiniak
Łomnicki Kopiniak (słow. Lomnická stena) – niewielka turnia (2504 m n.p.m.) w górnym fragmencie południowej grani Łomnicy w słowackiej części Tatr Wysokich. Na północy graniczy z Łomnickim Mniszkiem, od którego oddziela go Pośredni Łomnicki Karb, natomiast na południu od Łomnickiej Kopy jest oddzielony Niżnim Łomnickim Karbem. Łomnicki Kopiniak znajduje się mniej więcej w połowie między szczytem Łomnicy a Łomnicką Kopą.
Turnia jest wyłączona z ruchu turystycznego. Od strony wschodniej Łomnicki Kopiniak się nie wyróżnia, natomiast od zachodu opada wysoką ścianą z Czarnym Filarem, który jest jedną z najwybitniejszych formacji całej zachodniej ściany Łomnicy. Jest to prawy z dwóch filarów zachodniej ściany Łomnickiego Kopiniaka. Najdogodniejsze drogi dla taterników prowadzą na wierzchołek od wschodu z południowych stoków Łomnicy oraz północną granią z Pośredniego Łomnickiego Karbu. O wiele trudniejsze są drogi ścianą zachodnią ze Żlebu Téryego.
Pierwsze wejścia na Łomnickiego Kopiniaka miały miejsce przy okazji pierwszych przejść południowej grani Łomnicy.